# Willie Revillame
Wilfredo Buendía Revillame (27 de enero de 1961, Cabanatúan), conocido artísticamente como Willie Revillame, es un cantante pop, compositor y comediante filipino, trabajó también como presentador de televisión en la cadena televisiva ABS-CBN, su programa se llamaba "Wowowee".

## Biografía
Revillame nació en la ciudad de Cabanatúan, el 27 de enero de 1961. Contrajo matrimonio con la exmodelo de belleza Liz Almoro. Su boda por lo civil fue celebrada en Lipa, Batangas, en marzo de 2005. A su boda asistió la actriz, cantante y a la vez alcaladesa de dicha ciudad, Vilma Santos. Luego su boda fue clebrada en una lujosa iglesia en junio de 2005, que fue emitido por las redes televisivas como ABS y CBN. Luego su boda fue publicado por la revista "YES", denominada como la "Boda del Año" de 2005. El y su esposa Liz tuvieron un hijo, llamado Juan Manuel (Juamee). Más adelante los medios de comunicación informaron el peligro de su matrimonio entre Willie y Liz, que finalmente se confirmó el proceso de divorcio tras una entrevista a Liz Almoro. Anteriormente Willie Revillame tuvo tres hijas de anteriores relaciones. Una de sus hijas es la actriz Meryl Soriano. El 27 de agosto de 2007, Meryl dio a luz a un bebé llamado Elijah. En la que Willie felizmente, se convirtió por primera vez en abuelo. Su nieto Elijah, hijo de Meryl, es hijo también del actor Bernard Palanca. Willie ha invertido para la construcción de su inmobiliaria llamada "Wil Theater Mall", que fue inaugurada cerca de la red televisiva ABS-CBN, ubicado en la avenida Eugenio López Drive en Ciudad Quezón.

## Carrera
Cuenta la historia que Revillame se ganaba la vida trabajando como baterista profesional, más adelante conoció a su artista favorito, el actor Randy Santiago en 1986. Cuando Willie era un estudiante que cursaba la escuela secundaria, empezó a trabajar como actor de teatro en una obra llamada "Tikboy: Alyas Boy Dragon", donde fue el protagonista principal, interpretando al personaje de "Tikboy". Con el paso de los años, Santiago finalmente lo contrató para que trabajara su empresa de producciones. Willie ingresó a la cadena televisiva GMA, donde permaneció por tres meses, luego firmó un contrato con una empresa productora cinematográfica Regal Films, para trabajar como actor junto a Joey Márquez en la película "Bobocop" (de la palabra en tagalo 'bobo', que significa "tonto"), que fue inspirada en la película Robocop. Revillame también trabajó con otros famosos actores como Felipe Salvador, Rudy Fernández, Edu Manzano, César Montaño, Aga Muhlach, Dolphy, Vic Sotto y Joey de León. 

## Vida personal
Después de su divorcio con la exmodelo Liz Almoro, nuevamente Willie contrajo matrimonio con la actriz Princess Punzalan, hija de unos empresarios de radiodifusión, Helen Vela y Orly Punzalan. 

## Filmografía

### Televisión
| Título                                     | Canal             | Año           |
| ------------------------------------------ | ----------------- | ------------- |
| Wowowin                                    | GMA Network       | 2015-presente |
| Willing Willie/Wil Time Bigtime/Wowowillie | TV5               | 2010-2013     |
| Wowowee                                    | ABS-CBN           | 2005-2010     |
| Belo Beauty 101                            | TFC               | 2007-2010     |
| Mr. Housewife                              | ABS-CBN           | 2008          |
| Pinoy Big Brother                          | ABS-CBN           | 2005          |
| Puso o Pera                                | ABC 5 (ahora TV5) | 2004          |
| Masayang Tanghali Bayan                    | ABS-CBN           | 2003          |
| Willingly Yours                            | ABS-CBN           | 2002-2003     |
| Magandang Tanghali Bayan                   | ABS-CBN           | 1998-2001     |
| Richard Loves Lucy                         | ABS-CBN           | 1998-2002     |
| 'Sang Linggo nAPO Sila                     | ABS-CBN           | 1998          |
| Actually 'Yun Na!                          | RPN 9             | 1994          |
| Barangay U.S.: Unang Sigaw                 | RPN 9             | 1994          |
| Salo-Salo Together (SST)                   | GMA Network       | 1993          |
| Four da Boys                               | IBC 13            | 1992-1993     |
| Barangay USA                               | PTV               | 1990          |
| Loveliness                                 | IBC 13            | 1989          |
| Dance Tonight                              | IBC 13            | 1988          |
| Ayos Lang Tsong!                           | IBC 13            | 1988          |
| Lunch Date                                 | GMA Network       | 1986          |

### Películas
- Pera o Bayong (Not da TV) (2000)
- Matalino man ang matsing na-iisahan din! (2000)
- Alyas Boy Tigas: Ang probinsyanong wais (1998)
- Kasangga Kahit Kailan (1998)
- Bobby Barbers, Parak (1997)
- Go Johnny Go (1997)
- Kung kaya mo, kaya ko rin (1996)
- Sa Kamay ng Batas (1995)
- Ikaw Pa Mahal Kita! (1995)
- Omar Abdullah: Pulis Probinsya 2, Tapusin Na Natin Ang Laban (1995)
- Ka Hector (1994)
- Lagalag: The Eddie Fernandez Story (1994)
- Abrakadabra (1994)
- Masahol pa sa hayop (1993)
- Pat. Omar Abdullah: Pulis Probinsiya (1992)
- Contreras Gang (1991)
- Joey Boy Munti, 15 anyos ka sa Muntilupa (1991)
- Sam & Miguel (Your Basura, No Problema) (1991)
- Barbi for President 2 (1991)
- Joe Pring 2: Kidlat ng Maynila (1990)
- Barbi For President (1989)

## Discografía
- Parental Guidance? (2001)
- Pito Pito (2004)
- (2004)
- Wowowillie (2005)
- Namamasko Po! (2006)
- Dododo Dadada (2007)
- Willie Sings... Camo and Saturno (2007)
- Giling Giling (2008)
- Ikaw na Nga! (2009)
- I Love You (2010)
- Willing Willie (2011)
- Kendeng Kendeng (2011)
- Syempre (2012)

- Datos: Q772698